# フランツ・デ・パウラ・フォン・シェーンボルン
フランツ・デ・パウラ・フォン・シェーンボルン（独:Franz de Paula(Franziskus von Paula) Graf von Schönborn, 1844年1月24日 - 1899年6月25日）は、オーストリア＝ハンガリー（二重帝国）のカトリック教会の高位聖職者。ブドヴァイス司教、プラハ大司教、枢機卿。

## 生涯
高位聖職者を多く出したシェーンボルン家の一員であるエルヴァイン・フォン・シェーンボルン伯爵（1812年 - 1888年）と、その妻の伯爵令嬢クリスティーナ・フォン・ブリュール（1817年 - 1902年）の間の末息子として生まれた。プラハ、インスブルック、ローマで法学と神学を学び、1875年にグレゴリアン大学で神学博士号を取得した。1872年に下級聖職者の職を得た後、1873年8月7日に副助祭、8月10に助祭、そして8月18日に司祭に叙階された。1875年よりプラーン・バイ・マリーエンバートで小聖堂付き司祭を務めた。1879年にプラハの神学校の副校長となり、1882年に校長に昇進した。
1883年8月22日、オーストリア皇帝政府によりブドヴァイス司教後継者に指名された。同年9月29日の教皇庁の追認を経て、11月18日にプラハ大司教フリードリヒ・ツー・シュヴァルツェンベルクによって司教叙階を受け、11月25日に正式にブドヴァイス司教に就任した。1885年にシュヴァルツェンベルクが死去するとその後継者に指名され、同年7月27日に教皇の認可を得てプラハ大司教に着任。1889年5月24日、教皇レオ13世によりサン・ジョヴァンニ・エ・パオロ教会を名義聖堂とする司祭枢機卿に任命された。
ハンガリーの聖イシュトヴァーン勲章大十字章を受けている。死後、遺骸は聖ヴィート大聖堂に葬られた。ウィーン大司教クリストフ・シェーンボルンは兄の玄孫にあたる。